# Alma Hadžibeganović
Alma Hadžibeganović (* 1972 in Brčko, Jugoslawien, heute Bosnien-Herzegowina) ist eine österreichische Autorin.
Sie flüchtete 1992 aus dem belagerten Sarajevo nach Wien. Dort studierte sie Kunstgeschichte und Kulturwissenschaften und schloss das Studium ab.
Es folgen Veröffentlichungen in Anthologien und Zeitschriften.
Zuletzt: Tandem. Polizisten treffen Migranten. 2006 Mandelbaum Verlag Wien.
Spezielle Themen, über die sie bevorzugt schreibt, sind die Situation von Migrantinnen, besonders aus dem ehemaligen Jugoslawien, die multikulturellen Gesellschaften sowie die Kommunikation zwischen Menschen.
Für den Text zz00m: 24 std. mix 1. of me oder penthesilea in sarajevo erhielt sie 1997 den Literaturpreis schreiben zwischen den Kulturen.
Im Winter 2000 brachte Alma Hadžibeganović in der edition exil ihr erstes Buch mit dem Titel Ilda Zuferka rettet die Kunst heraus, eine Sammlung von Prosa und Lyrik. Es ist ein aufregendes Buch, in dem vom Leben einer der jüngsten Emigrantengenerationen in Wien, der Generation der Bosnienflüchtlinge der 1990er Jahre die Rede ist.
Seit Herbst 2005 ist sie Mitglied des Autorentheaterprojektes WIENER WORTSTAETTEN. Ergebnis der Arbeit innerhalb dieses Projektes ist die tragikomische Liebesgeschichte "Das Stück", welche als Teil der Anthologie "wortstaetten nº1" im Handel erhältlich ist. Im Rahmen des Theaterfestivals "Roter Oktober" kam "Das Stück" erstmals zur Aufführung.
2005 Theaterprojekt "date your destiny" mit Regisseurin Tina Leisch und Insassen der Justizanstalt Gerasdorf
2006 "Ein schönes Wort öffnet eiserne Tore". In: Tandem. Polizisten treffen Migranten, Mandelbaum Verlag
2007 "Das Stück" innerhalb des Autorenprojektes Wiener Wortstätten
2007 Theaterprojekt "Medea bloß zum Trotz" in der Justizanstalt Schwarzau ebenfalls mit Tina Leisch